# 真夏のSounds good !
「真夏のSounds good !」（まなつのサウンズ グッド!）は日本の女性アイドルグループ・AKB48の楽曲。楽曲は秋元康により作詞、井上ヨシマサにより作曲されている。2012年5月23日にAKB48のメジャー26作目のシングルとしてキングレコードから発売された。楽曲のセンターポジションは前田敦子が務めた。

## 背景とリリース
前作「GIVE ME FIVE!」から約3か月ぶりのシングルで、2012年のシングル第2弾。
楽曲のシングル盤は「Type-A」の「初回限定盤」、「Type-A」の「通常盤」、「Type-B」の「初回限定盤」、「Type-B」の「通常盤」、「劇場盤」の5形態がリリースされた。「劇場盤」以外にはDVDが付属している。特典として、「劇場盤」以外には期間限定で『AKB48 27thシングル 選抜総選挙』の投票用シリアルナンバーカードが封入された。このほか、「Type-A」および「Type-B」の「初回限定盤」には全2種の全国握手会イベント参加券が1種ランダムで封入された。「劇場盤」には生写真および「劇場盤発売記念大握手会」参加券が封入された。
キャッチコピーは「去年よりも、君が好きだ」。
選抜メンバーの人数は前作の2倍で、前年発売の『Everyday、カチューシャ』の26人を上回る過去最多の36人となった。選抜メンバー初参加は、阿部マリア、市川美織、入山杏奈、島崎遥香、島田晴香、竹内美宥、岩田華怜、加藤玲奈、川栄李奈、高橋朱里、木﨑ゆりあ（SKE48）、高柳明音（SKE48）、木本花音（SKE48）、城恵理子（NMB48）、兒玉遥（HKT48）の15人。選抜メンバー初参加の人数も過去最多となった。川栄李奈がAKB48の11期生として、高橋朱里がAKB48の12期生として、高柳明音がSKE48の2期生として、木﨑ゆりあがSKE48の3期生として、木本花音がSKE48の4期生として、城恵理子がNMB48の2期生として、兒玉遥がHKT48のメンバーとして、それぞれ初めての選抜メンバーとなった。選抜復帰のメンバーは3人で、山内鈴蘭が2011年12月の24thシングル『上からマリコ』以来、5か月（2作）ぶり、倉持明日香が2011年8月の22ndシングル『フライングゲット』以来、9か月（4作）ぶり、渡辺美優紀（NMB48）が2011年5月の21stシングル『Everyday、カチューシャ』以来、1年（5作）ぶりの選抜入りとなった。前作の選抜メンバー18人は全員引き続き選抜入りした。
岩田華怜、島田晴香、城恵理子（NMB48）の3人にとっては、最初で最後のAKB48の選抜入りシングル表題曲となった。また、2012年8月に卒業を控えた前田敦子と、倉持明日香の2人にとっては、本作が最後のAKB48の選抜入りシングル表題曲となった。
「真夏のSounds good !」は、3月24日のさいたまスーパーアリーナ公演2日目アンコールで初披露された。作曲・編曲は2011年の「Everyday、カチューシャ」と同様に、井上ヨシマサが担当した。「真夏のSounds good!」は誤表記で、「d」と「!」の間に空白が入るのが正しい。
楽曲のミュージック・ビデオは、樋口真嗣が監督を務めており、VFX（ビジュアル・エフェクツ）を取り入れた映像部分がある。ビデオの内容から楽曲の選抜メンバーはそれぞれ2つのチームに分けられる。
- 守り側：前田敦子（センター）、高橋みなみ、大島優子、柏木由紀、篠田麻里子、板野友美、小嶋陽菜、峯岸みなみ、指原莉乃、高城亜樹、河西智美、宮澤佐江、北原里英、倉持明日香、横山由依、高柳明音、山本彩、松井玲奈
- 攻め側：渡辺麻友（センター）、松井珠理奈、渡辺美優紀、島崎遥香、岩田華怜、加藤玲奈、入山杏奈、木本花音、山内鈴蘭、高橋朱里、阿部マリア、木﨑ゆりあ、市川美織、竹内美宥、島田晴香、城恵理子、川栄李奈、兒玉遥

楽曲は、2012年5月25日放送の『ミュージックステーション』で披露されている。
2012年12月30日、第54回日本レコード大賞を受賞し、AKB48は日本レコード大賞において女性グループとして史上初となる2連覇を達成した。

## アートワーク
| Type-A・初回限定盤（表） | 板野友美、大島優子、柏木由紀、小嶋陽菜、篠田麻里子、高橋みなみ、前田敦子   |
| Type-A・初回限定盤（裏） | 『真夏のSounds good !』選抜メンバー36名                                    |
| Type-B・初回限定盤（表） | 入山杏奈、岩田華怜、加藤玲奈、島崎遥香、松井珠理奈、渡辺麻友、渡辺美優紀   |
| Type-B・初回限定盤（裏） | 『真夏のSounds good !』選抜メンバー36名                                    |
| Type-A・通常盤（表）     | 板野友美、大島優子、柏木由紀、小嶋陽菜、篠田麻里子、高橋みなみ、前田敦子   |
| Type-A・通常盤（裏）     | 河西智美、北原里英、倉持明日香、高柳明音、峯岸みなみ、宮澤佐江、横山由依   |
| Type-B・通常盤（表）     | 入山杏奈、岩田華怜、加藤玲奈、島崎遥香、松井珠理奈、渡辺麻友、渡辺美優紀   |
| Type-B・通常盤（裏）     | 阿部マリア、市川美織、川栄李奈、木﨑ゆりあ、島田晴香、高橋朱里、竹内美宥   |
| 劇場盤（表）             | 木本花音、兒玉遥、指原莉乃、城恵理子、高城亜樹、松井玲奈、山内鈴蘭、山本彩 |
| 劇場盤（裏）             | 『真夏のSounds good !』選抜メンバー36名                                    |

## チャート成績
発売前日（集計初日）の2012年5月22日付オリコンデイリーシングルチャートで推定売上枚数約117万1000枚を記録し、初登場1位を記録した。これにより、自身の『風は吹いている』が2011年10月25日付で記録した約104万6000枚を抜き、集計初日における推定売上枚数の最高記録を更新した。また集計初日のみでミリオンセラーを達成するのは自身の『フライングゲット』および『風は吹いている』に続く史上3作目である。
2012年6月4日付オリコン週間シングルチャートで初登場1位を獲得した。シングルの1位獲得は13作連続・通算13作目である。最終的な初動売上は約161万7000枚に達し、自身の『フライングゲット』が記録していた週間シングルチャートにおける初動売上の歴代最高記録（約135万4000枚）を更新し、歴代シングル初週売上枚数のトップ5をAKB48が独占した。AKB48のシングルのミリオンセラー達成は7作連続・通算8作目であり、初動のみでの達成は6作連続である。
同年6月11日付のオリコン週間シングルチャートで2位を獲得、同ランキングでNot yetの『西瓜BABY』が1位、渡り廊下走り隊7の『少年よ 嘘をつけ!』が3位となりAKB48と派生ユニットがランキングの上位3位までを独占した。同一グループにおける派生アーティストも含めたTOP3独占は史上初となった。
同年6月8日、日本レコード協会によって2ミリオンと認定された。シングルCDの2ミリオン認定は、2003年3月5日に発売されたSMAP『世界に一つだけの花』以来、約9年ぶりとなった。
同年12月、オリコン年間シングルチャート1位を獲得。2010年の『Beginner』、2011年の『フライングゲット』に続いて3年連続の年間1位を獲得した（3年連続年間シングルチャート1位のアーティストは史上初の記録）。
最終的に約182万2220枚を売り上げ、AKB48のシングルとしては『さよならクロール』に次ぐ歴代2位のセールスとなった。

## メディアでの使用
真夏のSounds good !
- NTTdocomo『応援学割』「それぞれの、はじめる篇」CMソング
- はるやま商事『男前クールビズキャンペーン』「男前クールビズ篇」CMソング
- フジテレビ系『AKB自動車部』オープニング・テーマ
- 『AKB48 ネ申テレビスペシャル〜ニュージーランドで見た幻の宇宙〜』オープニングテーマ曲

君のために僕は…
- GREE『AKB48 ステージファイター』「大島優子編」「全員編」CMソング[18]

## シングル収録トラック

### Type-A
「初回限定盤」と「通常盤」の2種類が存在するが、収録トラックは同一である。
| #         | タイトル                                    | 作詞      | 作曲         | 編曲           | 時間  |
| --------- | ------------------------------------------- | --------- | ------------ | -------------- | ----- |
| 1.        | 「真夏のSounds good !」                     | 秋元康    | 井上ヨシマサ | 井上ヨシマサ   | 4:35  |
| 2.        | 「3つの涙」(スペシャルガールズ)             | 秋元康    | 小澤正澄     | 野中“まさ”雄一 | 4:29  |
| 3.        | 「ちょうだい、ダーリン!」                   | 秋元康    | 章夫         | 野中“まさ”雄一 | 4:41  |
| 4.        | 「真夏のSounds good !（off vocal ver.）」   |           | 井上ヨシマサ | 井上ヨシマサ   | 4:35  |
| 5.        | 「3つの涙（off vocal ver.）」               |           | 小澤正澄     | 野中“まさ”雄一 | 4:29  |
| 6.        | 「ちょうだい、ダーリン!（off vocal ver.）」 |           | 章夫         | 野中“まさ”雄一 | 4:39  |
| 合計時間: | 合計時間:                                   | 合計時間: | 合計時間:    | 合計時間:      | 27:30 |

| #  | タイトル                                                                | 作詞 | 作曲・編曲 | 監督     |
| -- | ----------------------------------------------------------------------- | ---- | ---------- | -------- |
| 1. | 「真夏のSounds good !」                                                 |      |            | 樋口真嗣 |
| 2. | 「真夏のSounds good ! -Dance ver.-」                                    |      |            |          |
| 3. | 「3つの涙」                                                             |      |            | 福居英晃 |
| 4. | 「ちょうだい、ダーリン!」                                               |      |            | 中村太洸 |
| 5. | 「AKB48 27thシングル 選抜総選挙 出馬メンバープロフィール映像 <Type-A>」 |      |            |          |

### Type-B
「初回限定盤」と「通常盤」の2種類が存在するが、収録トラックは同一である。
| #         | タイトル                                  | 作詞      | 作曲         | 編曲           | 時間  |
| --------- | ----------------------------------------- | --------- | ------------ | -------------- | ----- |
| 1.        | 「真夏のSounds good !」                   | 秋元康    | 井上ヨシマサ | 井上ヨシマサ   | 4:35  |
| 2.        | 「3つの涙」(スペシャルガールズ)           | 秋元康    | 小澤正澄     | 野中“まさ”雄一 | 4:29  |
| 3.        | 「ぐぐたすの空」                          | 秋元康    | 前村香春     | 野中“まさ”雄一 | 4:13  |
| 4.        | 「真夏のSounds good !（off vocal ver.）」 |           | 井上ヨシマサ | 井上ヨシマサ   | 4:35  |
| 5.        | 「3つの涙（off vocal ver.）」             |           | 小澤正澄     | 野中“まさ”雄一 | 4:29  |
| 6.        | 「ぐぐたすの空（off vocal ver.）」        |           | 前村香春     | 野中“まさ”雄一 | 4:11  |
| 合計時間: | 合計時間:                                 | 合計時間: | 合計時間:    | 合計時間:      | 26:32 |

| #  | タイトル                                                                | 作詞 | 作曲・編曲 | 監督       |
| -- | ----------------------------------------------------------------------- | ---- | ---------- | ---------- |
| 1. | 「真夏のSounds good !」                                                 |      |            | 樋口真嗣   |
| 2. | 「真夏のSounds good ! -Dance ver.-」                                    |      |            |            |
| 3. | 「3つの涙」                                                             |      |            | 福居英晃   |
| 4. | 「ぐぐたすの空」                                                        |      |            | Yu-ya HARA |
| 5. | 「AKB48 27thシングル 選抜総選挙 出馬メンバープロフィール映像 <Type-B>」 |      |            |            |

### 劇場盤
| #         | タイトル                                  | 作詞      | 作曲         | 編曲           | 時間  |
| --------- | ----------------------------------------- | --------- | ------------ | -------------- | ----- |
| 1.        | 「真夏のSounds good !」                   | 秋元康    | 井上ヨシマサ | 井上ヨシマサ   | 4:35  |
| 2.        | 「3つの涙」(スペシャルガールズ)           | 秋元康    | 小澤正澄     | 野中“まさ”雄一 | 4:30  |
| 3.        | 「君のために僕は…」                       | 秋元康    | 宮島律子     | 野中“まさ”雄一 | 5:06  |
| 4.        | 「真夏のSounds good !（off vocal ver.）」 |           | 井上ヨシマサ | 井上ヨシマサ   | 4:35  |
| 5.        | 「3つの涙（off vocal ver.）」             |           | 小澤正澄     | 野中“まさ”雄一 | 4:30  |
| 6.        | 「君のために僕は…（off vocal ver.）」     |           | 宮島律子     | 野中“まさ”雄一 | 5:04  |
| 合計時間: | 合計時間:                                 | 合計時間: | 合計時間:    | 合計時間:      | 28:22 |

## 選抜メンバー
☆はメディア選抜。
- 阿部マリア
- 板野友美☆
- 市川美織
- 入山杏奈☆
- 岩田華怜☆
- 大島優子☆
- 河西智美
- 柏木由紀☆
- 加藤玲奈☆
- 川栄李奈
- 木﨑ゆりあ [注釈 2]
- 北原里英
- 木本花音☆ [注釈 2]
- 倉持明日香
- 小嶋陽菜☆
- 兒玉遥☆ [注釈 3]
- 指原莉乃☆
- 篠田麻里子☆
- 島崎遥香☆
- 島田晴香
- 城恵理子☆ [注釈 4]
- 高城亜樹☆
- 高橋朱里
- 高橋みなみ☆
- 高柳明音 [注釈 2]
- 竹内美宥
- 前田敦子 ☆
- 松井珠理奈☆ [注釈 5]
- 松井玲奈☆ [注釈 2]
- 峯岸みなみ
- 宮澤佐江
- 山内鈴蘭☆
- 山本彩☆ [注釈 4]
- 横山由依
- 渡辺麻友☆
- 渡辺美優紀☆ [注釈 6]

## 収録アルバム
- 次の足跡[19]
- 0と1の間

## JKT48によるカバー
AKB48の姉妹グループであるJKT48は、本楽曲を「Manatsu no Sounds Good! - Musim Panas Sounds Good!」というタイトルでカバーした。このカバー曲は、グループの4作目のシングルとして2013年11月26日にHits Recordsから発売された。
歌詞は秋元の詞をインドネシア語に翻訳したものとなっている。楽曲のセンターポジションはメロディー・ヌランダニ・ラクサニが務めた。
シングル盤は通常盤と劇場盤がある。特典として通常盤には選抜メンバー生写真1枚（32種の中から1枚がランダムに封入）と「Call Sounds Good!」カード、劇場盤には個別握手券1枚（JKT48劇場で購入のみ）が封入されている。通常盤には「真夏のSounds good !」を英語でカバーしたバージョンも収録されている。また、通常盤については、インドネシアでのリリース後に日本向け特別盤がリリースされることとなり、こちらは特典として選抜メンバー生写真1枚（32種の中から1枚がランダムに封入）に加え、高城亜樹、仲川遥香の生写真のうちいずれか1枚が封入されている。

### シングル収録トラック

#### 通常盤
| #         | タイトル                                               | 作詞      | 作曲            | 編曲         | 時間  |
| --------- | ------------------------------------------------------ | --------- | --------------- | ------------ | ----- |
| 1.        | 「Manatsu no Sounds Good! - Musim Panas Sounds Good!」 | 秋元康    | 井上ヨシマサ    | 井上ヨシマサ | 4:32  |
| 2.        | 「BINGO!」                                             | 秋元康    | 成瀬英樹        | 大内哲也     | 4:09  |
| 3.        | 「Kimi to Boku no Kankei - Hubungan Kau Dan Aku」      | 秋元康    | DR. OWL・RAY. M | ray. m       | 2:59  |
| 4.        | 「Manatsu no Sounds Good! - Summer Love Sounds Good!」 | 秋元康    | 井上ヨシマサ    | 井上ヨシマサ | 4:32  |
| 合計時間: | 合計時間:                                              | 合計時間: | 合計時間:       | 合計時間:    | 16:12 |

| #  | タイトル                                                                              | 作詞 | 作曲・編曲 |
| -- | ------------------------------------------------------------------------------------- | ---- | ---------- |
| 1. | 「Manatsu no Sounds Good! - Musim Panas Sounds Good! Music Video」                    |      |            |
| 2. | 「Manatsu no Sounds Good! - Musim Panas Sounds Good! Making Video Behind the Scenes」 |      |            |

#### 劇場盤
| #         | タイトル                                               | 作詞      | 作曲            | 編曲         | 時間  |
| --------- | ------------------------------------------------------ | --------- | --------------- | ------------ | ----- |
| 1.        | 「Manatsu no Sounds Good! - Musim Panas Sounds Good!」 | 秋元康    | 井上ヨシマサ    | 井上ヨシマサ | 4:32  |
| 2.        | 「BINGO!」                                             | 秋元康    | 成瀬英樹        | 大内哲也     | 4:09  |
| 3.        | 「Kimi to Boku no Kankei - Hubungan Kau Dan Aku」      | 秋元康    | DR. OWL・RAY. M | ray. m       | 2:59  |
| 合計時間: | 合計時間:                                              | 合計時間: | 合計時間:       | 合計時間:    | 11:40 |

### 選抜メンバー
- アヤナ・シャハブ
- ジェシカ・フェランダ
- ジェニファー・ハンナ
- シャニア・ジュニアナタ
- シンタ・ナオミ
- シンディ・ユフィア
- 高城亜樹 [注釈 7]
- デフィ・キナル・プトゥリ
- 仲川遥香
- ナビラ・ラトナ・アユ・アザリア
- ノエラ・システリナ
- ベビー・カエサラ・アナディラ
- メロディー・ヌランダニ・ラクサニ
- ラトゥ・フィエンニ・フィトゥリリア
- レズキー・ウィランティ・ディク
- ロナ・アングラエニ

## SNH48によるカバー
AKB48の姉妹グループであったSNH48は、本楽曲を「盛夏好聲音」のタイトルでカバーしている。このカバー曲は、グループの8作目のEPとして発売された。2015年5月8日に精装版、15日標準版がそれぞれ発売された。
歌詞は秋元の詞を中国語に翻訳したものとなっている。楽曲のセンターポジションは張語格が務めた。
楽曲のEP盤精装版には、特典として生写真1枚（24枚中からランダムで1枚）、握手会参加券2枚、メイキングDVD、写真集一冊とSNH48 2nd選抜総選挙投票用シリアルナンバーカード3枚。標準版には、特典として生写真1枚（108枚中からランダムで1枚）、握手会参加券1枚とSNH48 2nd選抜総選挙投票用シリアルナンバーカード1枚。

### EP収録トラック
| #  | タイトル                                        | 作詞              | 作曲         | 編曲               |
| -- | ----------------------------------------------- | ----------------- | ------------ | ------------------ |
| 1. | 「盛夏好聲音」                                  | 秋元康/上海星四芭 | 井上ヨシマサ | 井上ヨシマサ       |
| 2. | 「自我主張」(原曲:「胡桃とダイアローグ」)       | 秋元康/上海星四芭 | PJ           | 武藤星児           |
| 3. | 「親吻進行式」(原曲:「キスまでカウントダウン」) | 秋元康/上海星四芭 | 杉山勝彦     | 杉山勝彦、有木竜郎 |
| 4. | 「眼神加速度」(原曲:「快速と動体視力」)         | 秋元康/上海星四芭 | 俊龍         | 野中“まさ”雄一     |
| 5. | 「清純哲学」(原曲:「清純フィロソフィー」)       | 秋元康/上海星四芭 | 多田慎也     | 生田真心           |

| #  | タイトル           | 作詞 | 作曲・編曲 |
| -- | ------------------ | ---- | ---------- |
| 1. | 「メイキング映像」 |      |            |

### 選抜メンバー
- 陳怡馨
- 戴萌
- 龔詩淇
- 黃婷婷
- 鞠婧禕
- 孔肖吟
- 李豆豆
- 李藝彤
- 劉炅然
- 陸婷
- 莫寒
- 錢蓓婷
- 萬麗娜
- 王璐
- 呉哲晗
- 徐晨辰
- 許佳琪
- 許楊玉琢
- 楊恵婷
- 易嘉愛
- 曽艶芬
- 張昕
- 張語格
- 趙粵

## 井上ヨシマサによるカバー
本楽曲の作曲者である井上ヨシマサは、「真夏のSounds good!〜アコースティックver．〜」のタイトルでセルフカバーしている。この楽曲は2015年7月29日発売のアルバム『それぞれの夢〜井上ヨシマサ30周年記念アルバム〜』(KICS-3210)に収録されている。